# Hakam
Ḥakam, in arabo ﺣﺎﻛﻢ‎?, era il nome con cui già nell'Arabia preislamica e nel periodo islamico, si indicava un personaggio di chiara dirittura morale, ottimi costumi e forte memoria in grado di dirimere, su richiesta degli interessati, le dispute che insorgevano all'interno di un clan, di una tribù o anche tra diverse organizzazioni tribali.
Per evitare che ognuno si facesse giustizia da solo, l'adab (la consuetudine) in periodo preislamico era quella legge consuetudinaria che si armonizzava con le credenze religiose del enoteismo presente nell'ambiente arabo.
Le parti contendenti erano quindi fortemente esortate a individuare una persona, apprezzata per le sue qualità e non appartenente ai due gruppi tribali di riferimento, perché svolgesse la funzione di arbitro, accettandone preliminarmente il responso.
È nota nell'ambiente higiazeno la figura di al-Aqraʿ b. Ḥābis, dei B. Tamīm, un ḥakam assai rinomato che offriva i suoi servigi nell'ambito del grande mercato di ʿUkāẓ per risolvere le dispute eventualmente sorte in sede di transazioni e "che emetteva il suo giudizio finale in sajʾ, uno stile ritmico usato dai vaticinatori (ʿarrāf)". 
Ancor più famosa è l'azione di ḥakam esplicata da Maometto tra le contendenti tribù di Yathrib dei Banu Khazraj e dei Banu Aws.

Il motivo del contendere era costituito dalla lite, appena sopita, che aveva condotto nel 617 alla cosiddetta inconcludente guerra di Buʿath e a una fragile tregua che rischiava di terminare e di dar nuovamente la parola alle armi.
Fu quindi a Maometto che rappresentanti dei due gruppi si rivolsero, per la prima volta nel 620, in margine ai riti del hajj preislamico, nella Prima ʿAqaba, proponendogli di trasferirsi a Yathrib per risolvere in veste di arbitro la contesa, ottenendo in cambio l'ospitalità e la protezione per lui e i suoi seguaci, in crescenti difficoltà alla Mecca a causa dell'eversivo messaggio coranico predicato da Maometto. 
Un altro esempio di taḥkīm è quello che sarebbe stato concordato, in margine alla battaglia di Ṣiffīn dell'estate del 657, dal califfo ʿAlī b. Abī Ṭālib e dal deposto walī di Siria, Muʿāwiya b. Abī Sufyān, per decidere sulle modalità dell'uccisione del precedente califfo, ʿUthmān ibn ʿAffān e sulla legittimità dell'elezione di ʿAlī e che si sarebbe svolto ad Adhruḥ (anche se sul reale svolgersi di esso permangono non pochi dubbi). 